# Martin Pasche

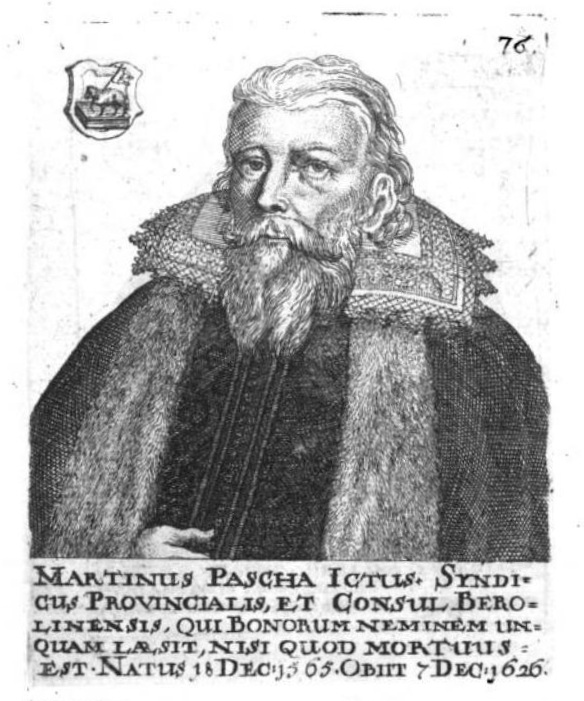
Martin Pasche nach der Bilder-Sammlung von Martin Friedrich Seidel

Martin Pasche (* 18. Dezember 1565 vermutlich in Berlin; † 7. Dezember 1626 in Berlin) war ein deutscher Jurist und Bürgermeister von Berlin.

## Jugend und Studienzeit
Martin Pasche wurde als dritter Sohn von Joachim Pasche, kurbrandenburgischer Hofprediger und Propst zu Berlin, und dessen Frau Elisabeth Sydow vermutlich in Berlin geboren, wuchs aber in dem märkischen Städtchen Wusterhausen an der Dosse auf, wo sein Vater ab 1576 Oberpfarrer und Superintendent war. Die ältere Schwester seiner Mutter war Anna Sydow, Mätresse des Kurfürsten Joachim II., mit dem sie eine 1558 geborene Tochter hatte, Martins Kusine Magdalena von Brandenburg, Gräfin zu Arneburg. Diese, zuerst mit einem Grafen von Eberstein verlobt, wurde schließlich an den Hofrenteisekretär Andreas Kohl († 1605) verheiratet und verstarb 1610 kinderlos. In ihrem Testament bedachte Magdalena Kohl, geb. von Brandenburg, vor allem die Familie Pasche, die Familie ihrer Tante mütterlicherseits.
Nach dem frühen Tod des Vaters (1578) und der Mutter (1579) wurde der Berliner Bürgermeister Johann Agricola Eisleben zum Vormund von Martin Pasche bestellt. Dieser bewog Pasche, an der Universität Frankfurt (Oder) ein Studium der Rechtswissenschaften zu beginnen. Vor der ausbrechenden Pest floh Pasche noch im gleichen Jahr zunächst nach Wittenberg, später nach Leipzig, wo er sein Studium fortsetzte. Nach dem Ende der Pestepidemie kehrte er nach Frankfurt (Oder) zurück und studierte drei weitere Jahre an der dortigen Universität. Es folgte zum Wintersemester 1588/1589 ein Jahr Studium an der Rostocker Universität und 1590 eine Reise nach Litauen. Anschließend setzte er sein Studium in Königsberg fort. Sein Studium und seinen Lebensunterhalt verdiente sich Pasche dort durch Privatunterricht und später durch eine Anstellung am Königsberger Hofgericht. 1593 kehrte Pasche nach Frankfurt (Oder) zurück und lehrte bis 1595 Rechtswissenschaft an der dortigen Universität.

## Berliner Zeit
Ebenfalls im Jahr 1595 heiratete Martin Pasche mit Genehmigung seines älteren Bruders Joachim (1563–1618), die Gubener Ratsherrentochter Eva Richter und siedelte nach Berlin um, wo er sich als Rechtsanwalt niederließ. Kurze Zeit später wurde er bereits ins Berliner Verzeichnis der offiziell anerkannten Advokaten aufgenommen und zum Kurfürstlich-Brandenburgischen Hof- und Kammergerichtsadvokaten ernannt. Seit 1602 hatte er auch die Funktion eines Verordneten, später des Syndikus, der Mittel- und Uckermärkischen sowie Ruppiner Städte inne, dem u. a. die Aufgaben eines Steuerkontrolleurs oblagen. Außerdem übte er die Funktion des Syndikus auch für Berlin aus. Ebenfalls im Jahr 1602 wurde Pasche zum Bürgermeister von Berlin ernannt. In seine Amtszeit fielen die sich zuspitzenden Auseinandersetzungen zwischen den protestantischen Glaubensrichtungen der Lutheraner und Calvinisten. Höhepunkte waren die religiös motivierten Krawalle um die Berliner Domkirche und die Cöllner Petrikirche am 3. und 4. April 1615, in deren Verlauf der kurfürstliche Statthalter Prinz Joachim Georg von Brandenburg verwundet wurde und sich aus der Stadt zurückziehen musste. Nach der Rückkehr von Kurfürst Johann Sigismund mussten sich Bürger, Räte und Bürgermeister von Berlin und Cölln schriftlich verpflichten, Ausschreitungen dieser Art zukünftig zu unterlassen bzw. zu verhindern. Mit Ausbruch des Dreißigjährigen Krieges 1618 verschlechterte sich auch die Lage des von Pasche geführten Stadtrates. Einquartierungen von Soldaten und ungerechte Besteuerung verschärften die Spannungen zwischen Bürgerschaft und Obrigkeit. Als Bürgermeister stand Pasche im Kreuzfeuer der Parteien: auf der einen Seite hatte er die Aufbringung der vom Kurfürsten geforderten Steuern zu gewährleisten, auf der anderen Seite sollte er die Interessen der Stadt gegenüber dem Landesherren vertreten. Zusätzlich zu den Kriegslasten wurde Berlin/Cölln 1626/1627 auch noch von der Pest heimgesucht, die ca. 500 Menschenleben forderte. Da die Belastungen für ihn zu groß zu werden drohten, bat Martin Pasche in diesen Jahren mehrfach vergeblich um seine Ablösung als Bürgermeister.
Am 7. Dezember 1626 verstarb Bürgermeister Martin Pasche vermutlich an der Pest. Er wurde in der Nikolaikirche zu Berlin beigesetzt. Aus der Ehe mit seiner Frau Eva gingen vier Töchter hervor. Seine Tochter Magdalena heiratete den späteren Berliner Bürgermeister Erasmus Seidel.